# Rogério (football, 1998)
Pour les articles homonymes, voir Rogério.
Rogério Oliveira da Silva dit Rogério, né le 13 janvier 1998 à Nobres au Brésil, est un footballeur brésilien qui évolue au poste d'arrière gauche au VfL Wolfsburg.

## Biographie

### En club
Natif de Nobres au Brésil, Rogério est formé par le SC Internacional, qu'il rejoint à l'âge de 12 ans. Il est recruté par la Juventus de Turin en février 2016 après s'être distingué durant la coupe du monde des moins de 17 ans en 2015, alors que des clubs comme Manchester City et le Paris Saint-Germain le suivait. Puis il est prêté à l'US Sassuolo. Il effectue ensuite son retour à la Juventus, où il joue avec la Primavera lors de la saison 2016-2017.
Le 25 août 2017 il est de nouveau prêté à l'US Sassuolo. Le 5 novembre 2017, il joue son premier match en professionnel, lors d'une rencontre de Serie A contre le Milan AC. Il entre en jeu à la place de Matteo Politano lors de cette rencontre perdue par les siens (0-2).
Le 17 juillet 2018 son prêt à Sassuolo est prolongé d'une saison. Lors de cette saison 2018-2019 il s'impose comme un titulaire indiscutable sur l'aile gauche de la défense des Neroverdi. Il délivre sa première passe décisive le 30 septembre 2018 contre le Milan AC en servant Filip Đuričić mais son équipe perd la rencontre (1-4). Rogério inscrit son premier but pour le club le 7 avril 2019 face à la Lazio Rome au Stade olympique de Rome (2-2 score final).
Rogério est transféré définitivement à Sassuolo au 1er juillet 2019. Le défenseur brésilien se blesse toutefois très tôt dans la saison 2019-2020, touché au ménisque du genou gauche, ce qui l'éloigne des terrains pendant plusieurs mois. Il fait son retour à la compétition le 4 décembre 2019, en entrant en jeu lors d'une rencontre de coupe d'Italie perdue face à l'AC Pérouse (1-2).
Le 5 août 2023, Rogério rejoint l'Allemagne afin de s'engager en faveur du VfL Wolfsburg. Il signe un contrat de quatre ans, soit jusqu'en juin 2027.
Il joue son premier match sous ses nouvelles couleurs le 13 août 2023, lors d'une rencontre de coupe d'Allemagne face au TuS Makkabi Berlin (en). Il est titularisé et son équipe s'impose par six buts à zéro. Rogério inscrit son premier but pour Wolfsburg le 25 novembre 2023, lors d'une rencontre de Bundesliga face au RB Leipzig. Il est titularisé et participe à la victoire de son équipe par deux buts à un.

### En sélection
Avec les moins de 17 ans, il dispute la Coupe du monde des moins de 17 ans en 2015. Lors du mondial junior qui se déroule au Chili, il officie comme titulaire et joue cinq matchs. Le Brésil s'incline en quart de finale face au Nigeria.
Avec les moins de 20 ans, il participe au championnat sud-américain des moins de 20 ans en 2017. Lors de cette compétition organisée en Équateur, il joue quatre matchs.